# Bearsden Chess Club
Bearsden Chess Club – szkocki klub szachowy z siedzibą w Glasgow, zdobywca Richardson Cup w 1976 roku.

## Historia
Klub powstał w 1966 roku. W 1969 roku klub wygrał Spens Cup, to osiągnięcie powtórzono w 1971 i 1974 roku. W 1976 roku zespół wygrał Richardson Cup, pokonując w finale Giffnock Chess Club 5,5:2,5. W barwach Bearsden Chess Club w tamtym meczu wystąpili David Findlay, N.J. Young, J.R.L. Webb, David Watt, James Lumsden, Derek Thomson, Mike Partis i D. McElroy. W 1996 roku klub po raz czwarty zdobył Spens Cup, wygrywając w finale 3,5:2,5 z Wandering Dragons Chess Club.